# Smilawitschy

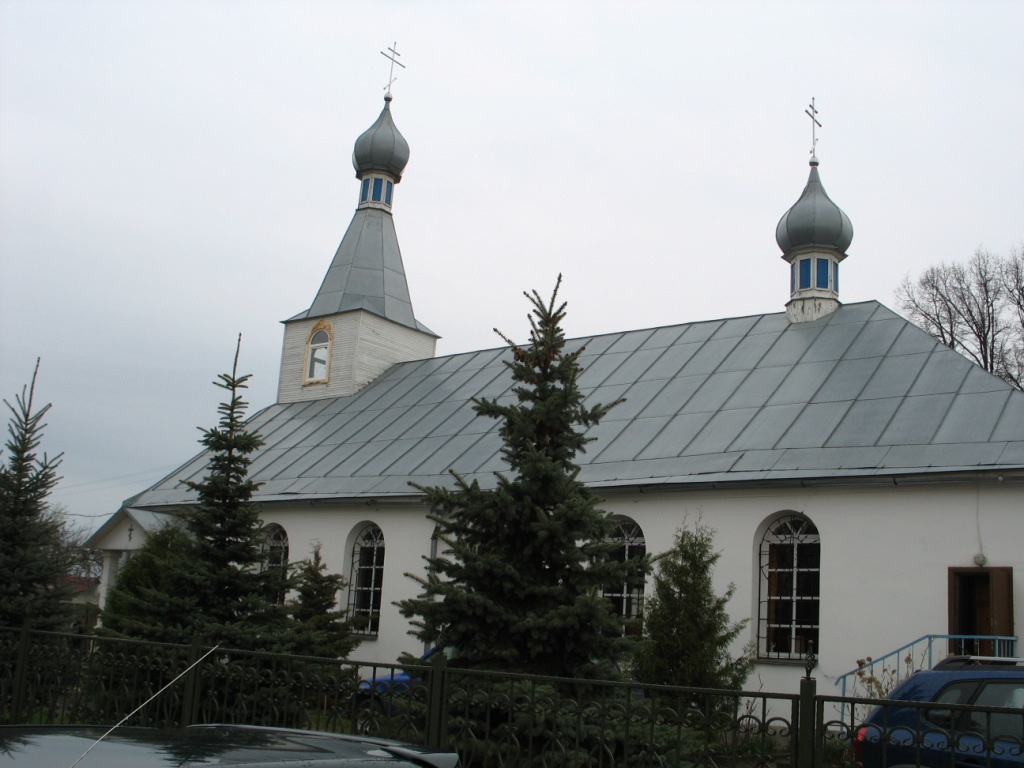
Kirche St. Georg in Smilawitschy

Smilawitschy (belarussisch Смілавічы Śmiłavičy, polnisch Śmiłowicze) ist eine Stadt in der Minskaja Woblasz in Belarus. Sie liegt ca. 25 km südöstlich von Minsk und hat 5.386 Einwohner (2017).

## Sehenswürdigkeiten
- Schloss- und Parkanlage Moniuszko
- Jüdischer Friedhof

## Söhne und Töchter der Stadt
- Chaim Soutine (1893–1943) – Maler